# Gaugshamer Wald
Koordinaten: 48° 12′ 53″ N, 13° 13′ 33″ O
Der Gaugshamer Wald ist ein Waldgebiet bei Altheim im Innviertel Oberösterreichs.

## Lage und Landschaft
Der Wald befindet sich im Inn- und Hausruckviertler Hügelland am Nordfuß des Kobernaußerwalds, etwa 14 Kilometer südöstlich von Braunau am Inn, 4 Kilometer südlich von Altheim. Er erstreckt sich etwa 4 Kilometer in Nordwest–Südost-Richtung sowie 1½ Kilometer in Südwest–Nordost-Richtung zwischen Stern und Roßbach. Er liegt teils auf Altheimer Gemeindegebiet, der Südteil gehört zu Treubach und Roßbach. Zusammen mit dem östlich anschließenden Schachawald bildet er das größte geschlossene Waldgebiet des Innviertler Hügellands.
Seine höchste Erhebung hat er im Aichberg (ca. 480 m ü. A.) über Treubach.
Der Name kommt vom kleinen Ort Gaugsham am Nordwestende bei Stern.
Der Wald ist als Forstwald fast ausschließlich Fichtenbestand und weist nur vereinzelt naturnähere Bestände auf.

## Geschichte
Noch im Mittelalter erstreckte sich zwischen Gaugshamer- und Schachawald einerseits und dem Kobernaußerwald und Hausruck ein ausgedehntes Waldgebiet. Das Gebiet von Treubach bis Lohnsburg wurde erst im Hochmittelalter gerodet, sodass der Gaugshamerwald zur Waldinsel wurde. Diese Rodungszone ist durch die -eck, -schlag und -reut-Namen markiert, die -ed-Namen zeigen ältere, wiederbesiedelte Siedlungsstellen.

## Freizeit, Kultur und Sehenswürdigkeiten
Im Wald steht eine kleine Kapelle, die Hofinger Kapelle oberhalb von Wesen.
Durch den Wald führt der Innviertler Jakobsweg auf seiner Etappe Stern – Treubach.

## Windenergie-Vorrangzone Schalchen
Mit dem Windkraftmasterplan Oberösterreich wurde 2011 hier der Vorrangzonenstandortraum Schalchen ausgewiesen, der ein sich über etwa 1 km erstreckendes Areal im Nordwestteil bei Schalchen umfasst (Gemeindegebiet Altheim und Treubach). Hier erscheint nach Beurteilung durch die Arbeitsgruppe Windenergie der Landesregierung ein Ausbau der Windenergie wirtschaftlich, ökologisch und auch landschaftsschützerisch vertretbar.
Der Schachawald ist ebenfalls als Vorrangzone vorgesehen.